# Weinmannia latifolia
Weinmannia latifolia är en tvåhjärtbladig växtart som beskrevs av Presl. Weinmannia latifolia ingår i släktet Weinmannia och familjen Cunoniaceae. Inga underarter finns listade i Catalogue of Life.